# W. Brian Arthur
William Brian Arthur (nacido el 21 de julio de 1946) es un economista acreditado con describir la moderna teoría de los rendimientos crecientes. Ha vivido y trabajado en el norte de California durante muchos años. Es una autoridad en la economía  y su relación con la teoría de la complejidad, la tecnología y los mercados financieros. Actualmente, es miembro del cuerpo docente externo en el Santa Fe Institute, e investigador visitante en el Laboratorio de Sistemas Inteligentes en el Xerox PARC.

## Biografía
W. Brian Arthur nació en 1946 en Belfast, Irlanda del Norte. Recibió su diploma en Ingeniería Eléctrica en la Universidad Queen’s de Belfast (1966), una Maestría en Investigación Operativa (1967), en la Universidad de Lancaster, Lancaster, Inglaterra, y una maestría en Matemáticas en la Universidad de Míchigan (1969). Arthur recibió su Ph.D. en Investigación de Operaciones (1973) y una maestría en Economía (1973) de la Universidad de California, Berkeley.
Arthur es el exprofesor Morrison de Economía y Estudios de Población, profesor de Biología Humana de la Universidad de Stanford, 1983-1996. Es el cofundador del Instituto Morrison de Estudios de Población y Recursos en Stanford.
Arthur es uno de los profesores de la Facultad de Investigación Externa del Santa Fe Institute, en Santa Fe, Nuevo México, EE. UU. Hay una larga asociación de Arthur con el Instituto, misma que inició en 1987 con la introducción y apoyo del economista de Stanford y ganador del Premio Nobel de Economía, Kenneth Arrow, y Philip Warren Anderson , ganador del Premio Nobel de Física. Arthur fue nombrado como el primer director del Programa de Economía interdisciplinario en el Instituto a partir de 1988. Fue nombrado profesor de Citibank en el Instituto en 1994, con la dotación de Citibank y el entonces director general de Citibank John S. Reed.

## Enlaces de interés
1. http://tuvalu.santafe.edu/~wbarthur/ Archivado el 4 de mayo de 2021 en Wayback Machine.
2. https://www.santafe.edu/people/profile/w-brian-arthur
3. https://scholar.google.com/citations?user=eczJRhQAAAAJ&hl=en

- Datos: Q911761
- Multimedia: W. Brian Arthur / Q911761